# Pfälzische Weinkönigin

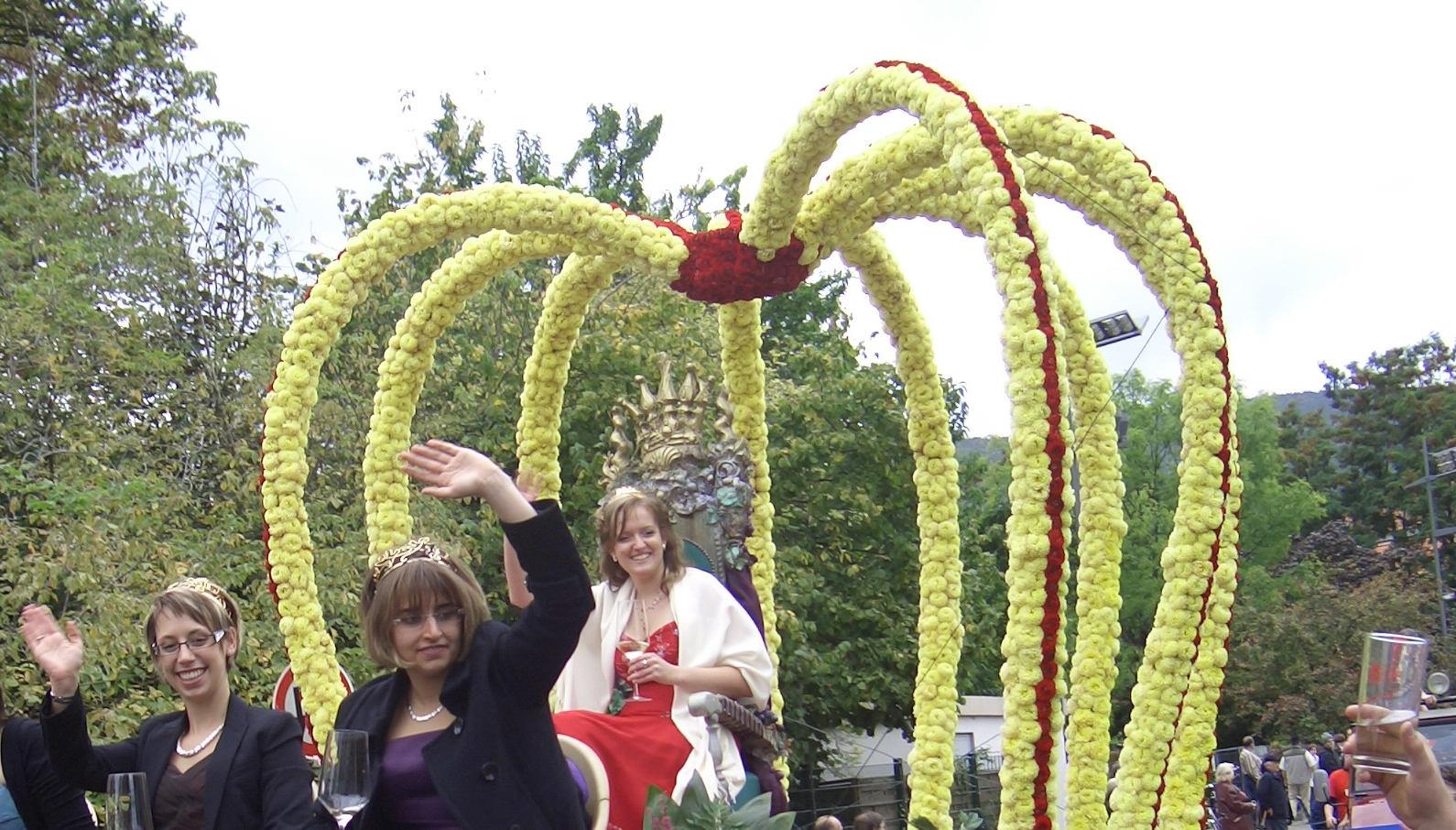
Gabi Klein, Pfälzische Weinkönigin 2009/10, mit zwei ihrer Prinzessinnen beim Neustadter Winzerfestzug

Die Pfälzische Weinkönigin ist die auf jeweils ein Jahr gewählte Repräsentantin des deutschen Weinanbaugebiets Pfalz. Sie hat im Folgejahr die Möglichkeit, bei der Wahl der Deutschen Weinkönigin zu kandidieren.

## Geschichte
1931 kürte die Pfalz in Neustadt an der Weinstraße als erstes der deutschen Weinbaugebiete auf Initiative des Verlegers Daniel Meininger eine Weinkönigin. Es war Ruth Bachrodt aus Pirmasens in der Südwestpfalz, wo allerdings gar kein Wein angebaut wird; sie verdankte ihre Wahl dem Umstand, dass die Organisatoren sie für das hübscheste Mädchen unter den Zuschauern im Saalbau hielten und die Juroren dem Vorschlag folgten. Der Kandidatin war zuvor die Frage gestellt worden: „Was benötigt eine Weinkönigin auf alle Fälle?“ Bachrodt hatte geantwortet: „Sie benötigt auf jeden Fall ein Paar gute Schuhe, damit sie im Weinberg arbeiten kann.“ Damit hatte sie auch den Pirmasenser Schuhfabrikanten Daniel Theysohn beeindruckt, mit dem sie 1938 die Ehe einging.
Weil die Pfälzische Weinkönigin auf Jahre hinaus deutschlandweit die einzige Weinkönigin war, repräsentierte sie bis 1939 und dann wieder von 1947 bis 1949 ohne zusätzliche Wahl in Personalunion neben dem pfälzischen auch allgemein den deutschen Wein. Auch 1949 gab es nur eine einzige Wahlhandlung, aber im Anschluss daran wurde Elisabeth Kuhn, später Gies, aus Diedesfeld auch offiziell zur Deutschen Weinkönigin bestimmt, die damit einzige Pfälzische und Deutsche Weinkönigin in ein und demselben Jahr war.
Seit 2024 sind auch Männer zur Wahl zugelassen; sollte ein Mann den Auswahlprozess gewinnen, wäre sein Titel Weinhoheit.

## Modalitäten
Die Wahl der Pfälzischen Weinkönigin findet traditionell im Rahmen des Deutschen Weinlesefestes im Saalbau zu Neustadt an der Weinstraße jeweils am Freitag des ersten Festwochenendes Ende September oder Anfang Oktober statt. Nach einem Jahr Amtszeit nimmt die Pfälzische Weinkönigin zusammen mit den regionalen Weinköniginnen der übrigen zwölf deutschen Weinbaugebiete an der Wahl zur Deutschen Weinkönigin teil. In letzter Zeit gelang es 2005, 2006 und 2014 den vorherigen Pfälzischen Weinköniginnen Sylvia Benzinger, Katja Schweder und Janina Huhn, jeweils auch zur Deutschen Weinkönigin gekürt zu werden.

## Pfälzische Weinköniginnen
1. 1931/32: Ruth Bachrodt, später Theysohn (* 9. März 1913; † 5. März 1997),[1][5][6] Pirmasens
2. 1932/33: Cilly Seitz, Rhodt
3. 1933/34: Gertrud Dörr, Wachenheim
4. 1934/35: Trudel Knauber, Billigheim
5. 1935/36: Hilde Köhler, Gimmeldingen
6. 1936/37: Elisabeth Fitz, später Keller, Edenkoben
7. 1937/38: Gustel Hauptmann, Haardt an der Weinstraße
8. 1938/39: Maria Poh, Hambach
9. 1947/48: Ilse Kurz, Mußbach an der Weinstraße
10. 1948/49: Cäcilia Hormuth, St. Martin
11. 1949/50: Elisabeth Kuhn, später Gies, Diedesfeld
12. 1950/51: Trudel Keller, Bad Dürkheim
13. 1951/52: Marlies Lack, Bad Dürkheim
14. 1952/53: Anneliese Bender, Gleisweiler
15. 1953/54: Ingrid Schreck, später Seyler, Deidesheim
16. 1954/55: Rosemarie Reibold, Freinsheim
17. 1955/56: Annemarie Müller, Haardt
18. 1956/57: Ilse Reinig, später Rodach, Edesheim
19. 1957/58: Doris Christmann, St. Martin
20. 1958/59: Renate Poh, Hambach
21. 1959/60: Christel Koch, Ungstein
22. 1960/61: Bärbel Christa Härle, Mußbach
23. 1961/62: Sieglinde Jung, Siebeldingen
24. 1962/63: Inge Bender, Kallstadt
25. 1963/64: Waltraud Lohr, Obrigheim
26. 1964/65: Waltraud Hey, Oberotterbach
27. 1965/66: Heidi Eberle, Laumersheim
28. 1966/67: Ulrike Klein, Rhodt
29. 1967/68: Christa Jung, Siebeldingen
30. 1968/69: Heidrun Reim, Mußbach
31. 1969/70: Gretel Stachel, Maikammer
32. 1970/71: Ruth Kröther, Freinsheim
33. 1971/72: Melitta Engel (* 24. März 1952; † 8. September 2012), Obrigheim
34. 1972/73: Helga Weber, Weisenheim am Sand
35. 1973/74: Siegrid Betz, Wachenheim
36. 1974/75: Annette Oehl, später Göb, Forst
37. 1975/76: Maritta Müller, Hambach
38. 1976/77: Ingrid Grimm, Schweigen
39. 1977/78: Heidrun Winkelmann, Gimmeldingen
40. 1978/79: Christa Brauch, Birkweiler
41. 1979/80: Heike Bohnenstiel, später Voss, Herxheim am Berg
42. 1980/81: Hildegard Weber, Gönnheim
43. 1981/82: Gaby Brückmann, Freinsheim
44. 1982/83: Claudia Hänling, Heuchelheim
45. 1983/84: Sigrun Stutzmann, Einselthum
46. 1984/85: Heidrun Wolf, Birkweiler
47. 1985/86: Maria Bergold, Wachenheim
48. 1986/87: Ulrike Peter, Bad Dürkheim
49. 1987/88: Annette Borell, später Borell-Diehl, Hainfeld
50. 1988/89: Anne Brauner, später Fischer, Göcklingen
51. 1989/90: Birgit Schehl, später Rebholz-Schehl (* 1969), Hainfeld
52. 1990/91: Diane Blaul, später Fehling (* 25. Juli 1973), Gönnheim
53. 1991/92: Birgit Weisbrod, später Lorenz, Freinsheim
54. 1992/93: Christine Schneider (* 5. Juni 1972), Edenkoben
55. 1993/94: Claudia Heupel, später Hoffmann, Nußdorf
56. 1994/95: Silke Gerner, später Wolz (* 1972), Weisenheim am Sand
57. 1995/96: Monika Mertz, Pleisweiler
58. 1996/97: Sonja Freund, später Freund-Kuhmann, Bad Dürkheim
59. 1997/98: Jasmin Müller, Landau
60. 1998/99: Eva Wendel (* 1. August 1975), Bissersheim
61. 1999/2000: Birgit Winkler, Steinweiler
62. 2000/01: Anke Schmitt, Bad Dürkheim
63. 2001/02: Tanja Schmidt, Deidesheim
64. 2002/03: Barbara Klein (* 28. Dezember 1981), Hainfeld
65. 2003/04: Tina Kiefer (* 26. Februar 1981), Ranschbach
66. 2004/05: Sylvia Benzinger, später Benzinger-Kugler (* 16. August 1978), Kirchheim
67. 2005/06: Katja Schweder (* 15. Juni 1980), Hochstadt
68. 2006/07: Susanne Winterling (* 1. Dezember 1986), Niederkirchen
69. 2007/08: Julia Becker (* 28. September 1982), Edesheim
70. 2008/09: Patricia Frank (* 1. Oktober 1985), Bockenheim
71. 2009/10: Gabi Klein (* 8. März 1987), Diedesfeld
72. 2010/11: Karen Storck (* 23. Februar 1988), Einselthum[7]
73. 2011/12: Anna Katharina Hochdörffer (* 27. September 1988), Nußdorf
74. 2012/13: Andrea Römmich (* 30. November 1988), Edenkoben
75. 2013/14: Janina Huhn (* 25. Oktober 1989), Bad Dürkheim
76. 2014/15: Laura Julier (* 16. April 1991), Hambach
77. 2015/16: Julia Kren, Meckenheim
78. 2016/17: Anastasia Kronauer (* 2. Mai 1992), Lachen-Speyerdorf
79. 2017/18: Inga Storck (* 21. Juli 1994), Einselthum[8]
80. 2018/19: Meike Klohr (* 1994), Mußbach[9]
81. 2019/20: Anna-Maria Löffler, Haßloch
82. 2020/21: Saskia Teucke, Weisenheim am Sand
83. 2021/22: Sophia Hanke (* 16. Januar 1996), Rödersheim-Gronau[10]
84. 2022/23: Lea Baßler (* 2001), Bad Dürkheim[11]
85. 2023/24: Charlotte Weihl (* 6. September 1999), Gönnheim[12]
86. 2024/25: Denise Stripf, Bad Dürkheim[4]

## Deutsche Weinköniginnen aus der Pfalz

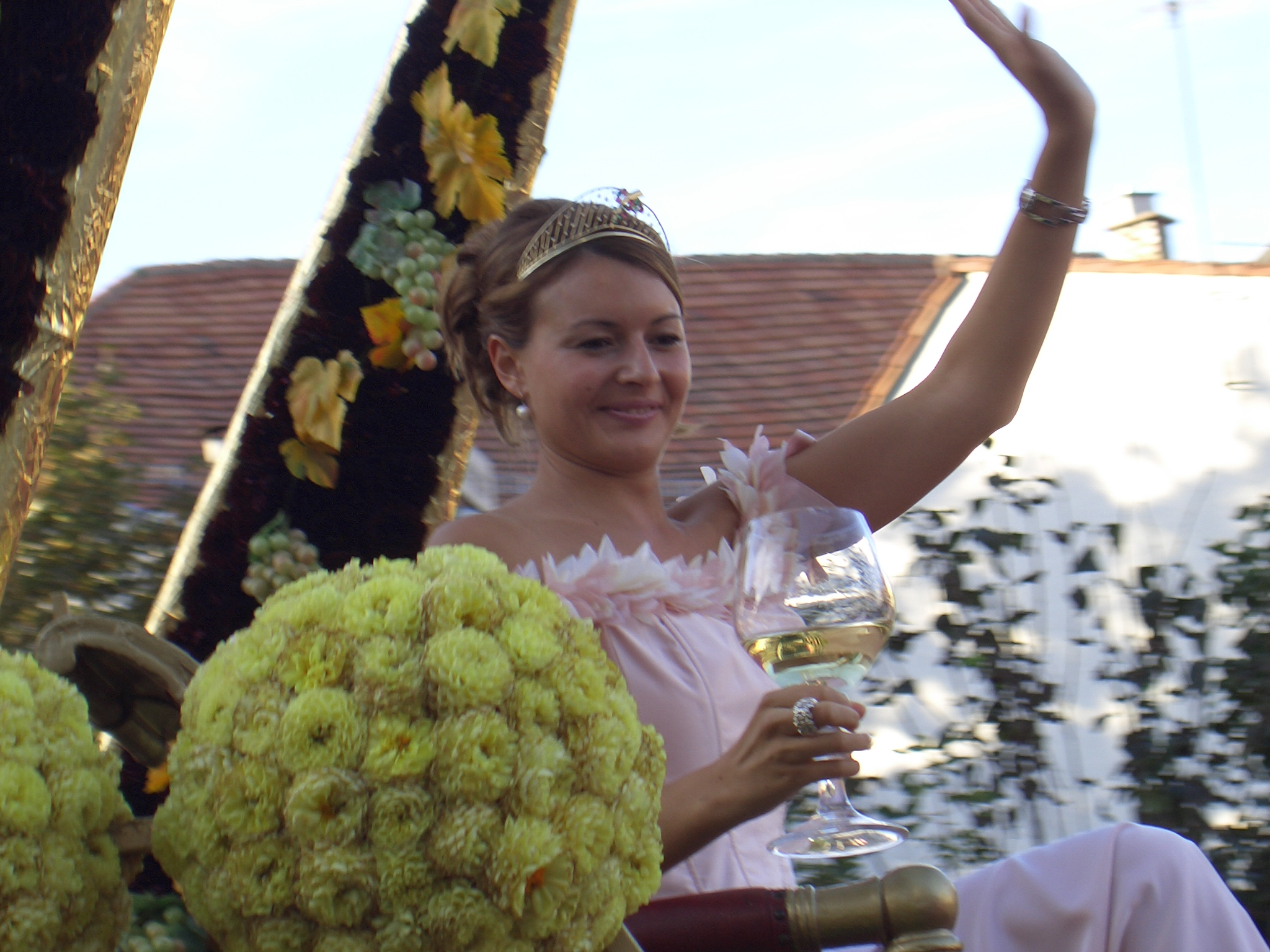
Katja Schweder als Deutsche Weinkönigin

Bislang wurden folgende Bewerberinnen aus dem Weinanbaugebiet Pfalz zur Deutschen Weinkönigin gekrönt:
1. 1949/50: Elisabeth Kuhn, später Gies
2. 1955/56: Irmgard Mohler (war zuvor nicht Pfälzische Weinkönigin)
3. 1960/61: Christel Koch
4. 1965/66: Waltraud Hey
5. 1971/72: Ruth Kröther
6. 1981/82: Hildegard Weber
7. 1990/91: Birgit Schehl, später Rebholz-Schehl
8. 2005/06: Sylvia Benzinger, später Benzinger-Kugler
9. 2006/07: Katja Schweder
10. 2014/15: Janina Huhn
11. 2024/25: Charlotte Weihl